# Steffen Zenner
Steffen Zenner (* 10. August 1969 in Plauen) ist ein deutscher Politiker (CDU) und ist seit dem 1. September 2021 Oberbürgermeister der Stadt Plauen.

## Leben
Zenner besuchte zunächst die Ernst-Thälmann-Oberschule (heutiges Lessing-Gymnasium) in seinem Geburtsort Plauen und später die Kinder- und Jugendsportschule in Karl-Marx-Stadt (heute Chemnitz), wo er sein Abitur ablegte. 
Er absolvierte eine Ausbildung zum Sozialversicherungsfachangestellten und spezialisierte sich später zum Krankenkassenbetriebswirt.
Ab 2009 war er Stadtrat in der CDU-Fraktion des Plauener Stadtrats und ab 2014 Kreisrat im Kreistag des Vogtlandkreises. Vom 15. August 2015 bis zu seinem Amtsantritt als Oberbürgermeister am 1. September 2021 war er Bürgermeister der Stadt Plauen und für Kultur, Bildung, Soziales, Sport und Informationstechnik zuständig. Bei der Wahl setzte er sich im zweiten Wahlgang mit 41,1 % der Stimme gegen vier Mitbewerber durch.
Am 18. September 2023 wurde Zenner mit 91 % zum stellvertretenden Landesvorsitzenden der CDU Sachsen gewählt.
Zenner ist verheiratet und hat einen Sohn.